# Analyse (philosophie)
Pour les articles homonymes, voir analyse.
En philosophie, l'analyse est une méthode qui s'oppose à la synthèse. Elle vise à comprendre un objet en le décomposant en ses constituants. Elle établit donc tout d'abord des critères permettant d'identifier les composants. L'analyse correspond chez Descartes à la deuxième règle de la méthode, qui consiste à "diviser chacune des difficultés que j'examinerais, en autant de parcelles qu'il se pourrait, et qu'il serait requis pour les mieux résoudre." (Discours de la méthode, II). 
Appliquée à des concepts, l'analyse produit des catégories : le concept de catégorie est stable par décomposition analytique — une catégorie se décompose en catégories. Aristote a systématisé cette approche en opposition à Platon, et à son modèle d'idées, universelles et atomiques.
Il est intéressant de comprendre en quoi la déconstruction de Derrida se distingue de l'analyse, de même que la raison dialectique de Sartre s'oppose à la raison analytique de Kant.